# Drapelul Guyanei

Drapelul național al Guyanei

Drapelul Guyanei, cunoscut sub numele de Vârful de Săgeată de Aur, este steagul național al Guyanei din mai 1966, când țara și-a declarat independența de Regatul Unit. A fost proiectat de Whitney Smith, un vexilolog american (deși inițial fără dungile albe și negre, care au fost completări ulterioare sugerate de College of Arms din Regatul Unit). Proporțiile drapelului național sunt 3:5. Culorile sunt simbolice, roșu pentru zel și dinamism, aur pentru bogăția minerală, verde pentru agricultură și păduri, negru pentru rezistență și alb pentru râuri și apă.

## Alte steaguri
Drapelul aviației civile este o copie a drapelului aviației civile britanice, cu steagul guyanez plasat în sfertul din stânga sus. Drapelul naval al Guyanei este o versiune a celui național, cu proporția de 1:2.
Ca parte a Imperiului Britanic, steagul Guyanei a fost un Blue Ensign britanic, cu insigna colonială plasată pe spre partea opusă celei dinspre catarg. O versiune roșie neoficială a fost utilizată pe mare. Primul drapel a fost introdus în 1875 și a fost puțin schimbat în 1906 și 1955. Ca toate steagurile britanice, drapelele coloniale din Guyana aveau un raport de 1:2.

1875 - 1906
Drapelul Guvernatorului, 1875 - 1906
1906 - 1919
1919 - 1955
Drapelul Guvernatorului, 1906 - 1955
1955 - 1966
Drapelul Guvernatorului, 1955 - 1966

## Drapelele prezidențiale
Drapelul prezidențial din Guyana a intrat în vigoare prin Proclamația emisă la 23 februarie 1970. Președinții care au urmat au modificat această Proclamație pentru a înlocui descrierea steagului, pentru a reflecta drapelul prezidențial pe care doresc să îl prezinte pe durata președinției lor.

Drapelul prezidențial al Guyanei 1970-1980. Actualul drapel din 26 mai 2015
Drapelul prezidențial al Guyanei 1980-1985 sub președinția lui Forbes Burnham
Drapelul prezidențial al Guyanei 1985-1992 sub președinția lui Hugh Desmond Hoyte
Drapelul prezidențial al Guyanei 1992-1997 sub președinția lui Cheddi B. Jagan
Variantă a drapelului prezidențial al Guyanei sub președinția lui David A. Granger